# Thimbleweed Park
Thimbleweed Park es una aventura gráfica de tipo "point and click" desarrollada por Ron Gilbert y Gary Winnick para Microsoft Windows, Linux, OS X, Xbox One, PlayStation 4, iOS, Nintendo Switch y Android. La iniciativa fue revelada el 18 de noviembre de 2014 junto con una campaña de micromecenazgo en Kickstarter, con un objetivo de 375,000 US$. El videojuego se comercializó el 30 de marzo de 2017.
El juego se considera una secuela de Maniac Mansion y The Secret of Monkey Island, y se diseñó específicamente para resultar similar, tanto visualmente como en el modo de control.

## Modo de juego
El juego está basado en las primeras aventuras gráficas que se comercializaron para ordenadores personales. La pantalla se divide en una parte superior con una vista en tercera persona del personaje activo que realiza las acciones, mientras que en la parte inferior de la pantalla aparece una lista de verbos junto con el inventario de objetos que posee el personaje. De esta forma, pulsando sobre uno de los verbos posibles se comienza a elaborar una frase que puede completarse mediante la selección de un objeto del inventario, o bien la selección de un elemento de la pantalla de juego superior. Se pueden construir frases complejas en función del verbo, de forma que se requiera seleccionar dos o más elementos para completarla. Un ejemplo sería pulsar en el verbo "Usar" seguido de una pulsación sobre un objeto del inventario, por ejemplo "martillo", con lo que automáticamente la frase queda incompleta y se añade "con"; para completar la acción es necesario seleccionar otro objeto del inventario o un elemento de la pantalla, por ejemplo "clavo", con lo que la acción a realizar por el personaje activo resultaría "Usar martillo con clavo".
El juego tiene cinco personajes diferentes que el jugador podrá seleccionar en determinados momentos, de forma similar a como ocurría en Maniac Mansion.

## Objetivo
El juego comienza en las afueras de la pequeña localidad ficticia de Thimbleweed Park, donde dos detectives, Angela Ray y Antonio Reyes, acuden para investigar un extraño asesinato. Durante sus investigaciones explorarán el pueblo y conocerán a sus habitantes, y en ocasiones, se producirán escenas retrospectivas en las que el jugador controlará personajes del pasado que le dará pistas sobre el misterioso caso.

## Desarrollo
El 18 de noviembre de 2014, Ron Gilbert actualizó su blog revelando que llevaba meses gestionando la producción del juego, desde que él y Gary Winnick habían coincidido en lo divertido que fue el desarrollo de Maniac Mansion cuando ambos trabajaban en LucasFilm Games, y en el "encanto, simplicidad e inocencia" que tenían aquellas aventuras gráficas. Winnick propuso la realización de un juego nuevo siguiendo aquel estilo, "diseñado como si se hubiera hecho en 1987", a lo que Gilbert accedió y sugirió el sistema de micromecenazgo de Kickstarter.
Gilbert y Winnick comenzaron el desarrollo construyendo el mundo donde transcurre el juego y la compleja historia, diseñando los rompecabezas mediante tablas de dependencia de rompecabezas, y creando personajes alrededor de dichos rompecabezas. Gilbert afirma que pensaron en hacer el juego como una sátira de "Twin Peaks, Expediente-X y True Detective". La producción del juego se planificó en 18 meses, con Gilbert realizando la programación, Winnick como ilustrador, y ambos escribiendo el guion y diseñando el juego. El desarrollo comenzó el 2 de enero de 2015, y a los seis meses se contrataron un ilustrador y un programador adicionales, así como un músico a tiempo parcial.

### Micromecenazgo y presupuestación
La campaña se lanzó en Kickstarter el 18 de noviembre de 2014, con un objetivo de 375.000 dólares USA; el mínimo de aportación era de 20 dólares USA y daba derecho a una copia del juego cuando fuera comercializado. Al final de la campaña, el 18 de diciembre de 2014, se habían conseguido 626.250 dólares USA de un total de 15.623 personas; se consiguieron desbloquear diferentes objetivos, entre ellos la traducción a alemán, español, francés e italiano de los textos, la voz en el juego en idioma inglés y las adaptaciones para iOS y Android. La traducción al alemán fue encargada a Boris Schneider-Johne, que se encargó en su momento de la traducción al alemán para The Secret of Monkey Island.
Cuando finalizó la campaña, se estableció un periodo de 14 días para confirmar las operaciones realizadas con tarjeta de crédito; Gilbert y Winnick consiguieron el acceso al dinero el 5 de enero de 2015. Kickstarter cobró su tarifa del 5% y Amazon, que se encargó de gestionar los pagos, cobró su tarifa de entre un 3%–5%. Esto supuso unos costes de 57.198 dólares USA. Otros 4.890 dólares USA se dedujeron de la cantidad final debido a fallos en las transacciones, con lo que finalmente se obtuvieron 564.162 dólares USA más 8.000 dólares USA aproximadamente provenientes de reservas vía PayPal.
Según Gilbert, la mayoría de los fallos en las transacciones fueron de personas que tuvieron problemas con Amazon, optando entonces por reservar a través de PayPal, por lo que sugiere que sólo se perdieron unos 4.890 dólares USA en total.

### Motor de juego y herramientas
Gilbert ya había empezado a buscar motores de juego para la aventura en agosto de 2014, pero finalmente decidió que sería más fácil crear su motor propio. Gilbert ya disponía de un motor gráfico 2D escrito en C/C++ que había utilizado para otros juegos que no eran de tipo aventura gráfica, The Big Big Castle! y Scurvy Scallywags, por lo que decidió reutilizarlo para Thimbleweed Park. Por otra parte utilizó SDL para la creación de ventanas y el control de entrada, y creó un código propio de para representar los gráficos. La única cosa que necesitaba adicionalmente era un motor de lenguaje de escritura. Tras considerar la utilización de Lua o hacer su propio motor de escritura, pero debido a preocupaciones de tiempo, escogió finalmente Squirrel.
Winnick utilizó para su trabajo sobre todo Adobe Photoshop. Según Winnick, el estilo del juego le permitía trabajar empezando digitalmente desde cero. Únicamente dibujó a mano los conceptos iniciales y esbozos necesarios.

## Recepción
Thimbleweed Park recogió unas críticas positivas en general, obteniendo un índice de 85 sobre 100 en Metacritic, basado en un total de 45 críticas.